# Attalea wesselsboeri
Attalea wesselsboeri là loài thực vật có hoa thuộc họ Arecaceae. Loài này được (Glassman) Zona mô tả khoa học đầu tiên năm 2002.